# Batman Beyond (fumetto)
Batman Beyond, nome con il quale è conosciuto Terry McGinnis come nuovo Batman, è una serie a fumetti della DC Comics basata sulla serie animata Batman of the Future. Questa lista include una miniserie di sei numeri del 1999, una di 24 del biennio 1999-2001, una miniserie di sei numeri intitolata Batman Beyond: Hush Beyond del 2010 e una serie regolare del 2011. È stata pubblicata anche una miniserie intitolata Batman Beyond Unlimited, e nel 2013 è uscita Batman Beyond 2.0, sesta serie dedicata al personaggio.

## Storia editoriale

### Batman Beyondvol. 1 e vol. 2 (1999-2001)

#### Fumetti basati sulla serieBatman of the Future
I primi fumetti ispirati a Batman of the Future sono una serie limitata in sei numeri rilasciata nel marzo del 1999. I primi due numeri sono la fedele trasposizione dell'episodio in due parti Rinascita, primo della serie, mentre gli altri quattro numeri sono storie originali, che vedono come antagonisti tra gli altri Blight e Inque. In Italia la miniserie è stata pubblicata in un unico volume nel 2000 da Play Press. Dal novembre 1999 fino all'ottobre 2001 è stata pubblicata una serie regolare di 24 numeri, inedita in Italia. Tutti questi 30 numeri sono stati scritti da Hilary J. Bader, sceneggiatrice di diversi episodi del DC Animated Universe. Il target a cui si rivolgono i fumetti è, come nel caso della serie, per i più giovani.
Originariamente, Batman Beyond #3 (la serie mensile) doveva concentrarsi sul "Terrific Trio" dell'episodio Heroes della prima stagione della serie televisiva Batman of the Future. La storia avrebbe dovuto concentrarsi sull'uomo 2-D e Magma che cercavano di far rivivere la loro ex compagna di squadra, Freon. Il fumetto però è stato respinto a causa della somiglianza con i Fantastici Quattro.
Terry è apparso anche in Superman Adventures #64. La storia vede Terry/Batman che viaggia fino al presente e si unisce con Superman contro una versione futuristica di Brainiac.
Un adattamento a fumetti del film d'animazione Batman of the Future - Il ritorno del Joker è stato distribuito nel 2001.

#### Prequel della serie
L'albo n. 15 della serie Batman Adventures uscita tra il 2003 e il 2004, scritto da by Jason Hall, colmava l'intervallo tra le apparizioni di Mr. Freeze nella serie animata Batman - Cavaliere della notte e in Batman of the Future.

#### Edizioni da collezione
- Batman Beyond: ristampa dei numeri 1-6 della prima miniserie;
- DC Comics Presents Batman Beyond #1: ristampa dei numeri 13-14 e 21-22 della serie mensile;[7]

### Batman Beyondvol. 3 (2010)
(Lo scrittore del primo numero Adam Beechen)
Nel 2010 è stata pubblicata dalla DC Comics una serie limitata di fumetti di sei numeri intitolata Batman Beyond: Hush Beyond, La serie è un tentativo di unire la serie televisiva animata con la continuity del DC Universe. La serie è stata scritta da Adam Beechen, scrittore nominato agli Emmy Award con i disegni di Ryan Benjamin. Beechen ha dichiarato che l'arco del suo fumetto si legherà con l'universo canonico. La storia non si discosta molto dalla versione animata e vede sempre come protagonisti Terry McGinnis, il Batman del futuro, e il suo mentore Bruce Wayne, l'ex Batman.

#### Recensioni
Il primo numero della serie è stato ben accolto dalla critica ed ha incontrato recensioni favorevoli sia per la scrittura che per i disegni. Ian Robinson di Craveonline.com ha affermato che la serie è maturata rispetto alla serie animata, ma si mescola bene con questa. Jesse Schedeen di IGN ha fornito una recensione favorevole, ma mentre ha elogiato il cambiamento della scrittura dalla serie al fumetto, ha bocciato i disegni definendoli "incoerenti".

### Batman Beyondvol. 4 (2011)
Nel 2011 è stato pubblicato la quarta serie Batman Beyond, composta da 8 numeri, intitolata Rivoluzione industriale. Il fumetto si compone di due storie principali: la prima è incentrata sul Matter Master del futuro, mentre la seconda segna il ritorno di Blight, la storica nemesi di Terry. Su due numeri vengono approfonditi i personaggi di Max Gibson e Inque, le cui origini sono state rivelate. Alcuni fili narrativi della trama non sono stati risolti e sono andati stati rilanciati nel 2012. Nel 2011 è stato rilasciato un fumetto con il titolo Superman Beyond n. 0, in cui Terry McGinnis fa un cameo.

### Batman Beyondvol. 5-6 (2012-2014)

#### I nuovi fumetti digitali
L'universo di Batman Beyond ritorna in versione digitale, pubblicato su base mensile in stampa come Batman Beyond Unlimited di 48 pagine. Questo fumetto mensile include anche Batman Beyond, Justice League Beyond e Superman Beyond. La serie Batman Beyond include tre archi narrativi: Il tiratore, 10.000 clown, e Batgirl Beyond.
Superman Beyond termina con il suo 25º numero digitale nel giugno 2013, mentre la serie Batman Beyond cessò la pubblicazione con la sua 29ª edizione digitale, nel luglio 2013.

#### Batman Beyond 2.0eJustice League Beyond 2.0
Dopo la cancellazione di Batman Beyond Unlimited, la linea Beyond è stata rilanciata. A partire dall'agosto 2013, è iniziata la pubblicazione di Batman Beyond 2.0 e Justice League Beyond 2.0, fumetti digitali che vedono un nuovo team creativo, che fanno parte del Batman Beyond Universe. I primi sedici numeri sono stati raccolti nel volume noto come Uomini pipistrello, uscito in Italia il 30 maggio 2015.
La nuova serie si svolge un anno dopo Batman Beyond Unlimited, quindi dopo che King Joker stava per uccidere Batman. Terry è ora una matricola presso l'Università di Gotham e una delle sue compagne di classe è Melanie Walker. Inoltre Terry non lavora più con Bruce, con il quale ha un brutto rapporto, ma per Dick Grayson. La Lega della Giustizia deve anche affrontare Superman quando i suoi poteri vanno fuori controllo. Dopo l'arco finale Justice Lords Beyond, la serie si conclude nel 2014.

### Batman Beyondvol. 7 (2015-2016)
La DC Comics ha annunciato che nel giugno 2015 verrà rilasciata un'altra serie di Batman Beyond, in cui le storie saranno ambientate in un nuovo futuro. Dopo la conclusione di The New 52: Futures End, Tim Drake sarà il protagonista al posto di Terry McGinnis, che si stabilisce in questo periodo di tempo e aiuterà Matt McGinnis in assenza del fratello. Il primo numero è scritto da Dan Jurgens con i disegni di Bernard Chang. La serie è arrivata alla conclusione dopo 16 numeri a causa del DC Rebirth.

### Batman Beyondvol. 8 (2016-)
DC Comics ha annunciato che un'altra serie in corso di Batman Beyond sarà distribuita nell'ottobre 2016. Avrà luogo dopo la serie precedente, con Terry McGinnis che tornerà come personaggio titolare, e i Jokerz come antagonisti principali che, dopo aver conquistato una parte della città, hanno in programma di far risorgere il defunto Joker. La serie è stata scritta da Dan Jurgens e disegnata da Bernard Chang.

## Apparizioni nell'universo DC
In Superman/Batman n. 22 (scritto da Jeph Loeb), appare un Batman che indossa il costume di Batman of the Future, apparendo quindi per la prima volta nella continuity dell'universo DC. La trama vede Bizzarro trasportato in una versione alternativa di Gotham City. Nel numero 23, questo Batman è chiamato "Tim", quindi potrebbe trattarsi di Tim Drake.
Il 3 marzo 2007, Dan DiDio ha annunciato che Terry McGinnis sarebbe potuto apparire nel DCU entro qualche anno. Terry è apparso in Countdown to Final Crisis n. 21, dell'universo Terra-12.
Il personaggio ha anche fatto un cameo in Justice League of America n. 43, pubblicato nel maggio 2010.

## Edizioni da collezione
| Titolo                                  | Numeri contenuti | Data di pubblicazione | ISBN                |
| --------------------------------------- | --- | --------------------- | ------------------- |
| Batman Beyond: Hush Beyond              | Batman Beyond vol. 3 #1-6 | 8 marzo 2011          | ISBN 978-1401229887 |
| Batman Beyond: Industrial Revolution    | Batman Beyond vol. 4 #1-8 | 31 gennaio 2012       | ISBN 978-1401233747 |
| Batman Beyond: 10,000 Clowns            | Batman Beyond vol. 5 e Batman Beyond Unlimited #1-13 (Batman Beyond #1-16)                                                                             | 21 marzo 2013         | ISBN 978-1401240349 |
| Justice League Beyond: Konstriction     | Justice League Beyond stories da Batman Beyond Unlimited #1-10 (Justice League Beyond #1-16)                                                           | 21 maggio 2013        | ISBN 978-1401240233 |
| Superman Beyond: Man of Tomorrow        | Superman Beyond #0, Superman/Batman Annual #4 e Superman Beyond da Batman Beyond Unlimited #1-10 (Superman Beyond #1-10)                               | 30 aprile 2013        | ISBN 978-1401238230 |
| Justice League Beyond: In Gods We Trust | Justice League Beyond e Superman Beyond da Batman Beyond Unlimited #10-17 (Justice League Beyond #17-25 e Superman Beyond #11-20)                      | 18 marzo 2014         | ISBN 978-1401247546 |
| Batman Beyond: Batgirl Beyond           | Batman Beyond vol. 5 e Batman Beyond Unlimited #11-18 (Batman Beyond digital chapters #17-29) and Batman Beyond Vol. 2 #1-2                            | 8 aprile 2014         | ISBN 978-1401247539 |
| Justice League Beyond: Power Struggle   | Justice League Beyond stories da Batman Beyond Universe #1-8 (Justice League Beyond 2.0 #1-8)                                                          | 7 ottobre 2014        | ISBN 978-1401250737 |
| Batman Beyond: Rewired                  | Batman Beyond vol. 6 e Batman Beyond Universe #1-8 (Batman Beyond 2.0 digital chapters #1-8)                                                           | 11 novembre 2014      | ISBN 978-1401250607 |
| Batman Beyond: Justice Lords Beyond     | Batman Beyond vol. 6 e Justice League Beyond Batman Beyond Universe #9-12 (Batman Beyond 2.0 digital chapters #9-16 e Justice League Beyond 2.0 #9-16) | 17 marzo 2015         | ISBN 978-1401254643 |
| Batman Beyond: Mark of the Phantasm     | Batman Beyond vol. 6 e Batman Beyond Universe #13-16 (Batman Beyond 2.0 #17-24)                                                                        | 15 settembre 2015     | ISBN 978-1401258016 |
| Batman Beyond: Brave New Worlds         | Batman Beyond vol. 7 #1-6 | 15 marzo 2016         | ISBN 978-1401261917 |
| Batman Beyond: City of Yesterday        | Batman Beyond vol. 7 #7-11 | 4 ottobre 2016        | ISBN 978-1401264703 |
| Batman Beyond: Wired for Death          | Batman Beyond vol. 7 #12-16 e Batman Beyond: Rebirth #1                                                                                                | 28 febbraio 2017      | ISBN 978-1401270391 |
| Batman Beyond: Escaping the Grave       | Batman Beyond vol. 8 #1-6 | 28 giugno 2017        | ISBN 978-1401271039 |